# カネイベク郡 (ミネソタ州)
カネイベク郡（英: Kanabec County、[kəˈneɪbɪk] kə-NAY-bik）は、アメリカ合衆国ミネソタ州の東部に位置する郡である。1858年3月13日にパイン郡から分離して設立された。2010年国勢調査での人口は16,239人であり、2000年の14,996人から8.3%増加した。郡庁所在地はモーラ市（人口3,571人）であり、同郡で人口最大の都市でもある。当初の郡庁所在地はブランズウィックだった。郡名はオジブウェ族インディアンの言葉で「蛇」を意味する "Ginebig" から採られ、郡内を流れるスネーク川（"Kanabecosippi"、現代の綴りでは "Ginebigo-ziibi"）に因んで名付けられた。

## 地理
アメリカ合衆国国勢調査局に拠れば、郡域全面積は533.38平方マイル (1,381.4 km2)であり、このうち陸地524.93平方マイル (1,359.6 km2)、水域は8.45平方マイル (21.9 km2)で水域率は1.58%である。

### 主要高規格道路
| - ミネソタ州道23号線 - ミネソタ州道27号線 - ミネソタ州道47号線 - ミネソタ州道65号線 | - ミネソタ州道70号線 - ミネソタ州道107号線 |

### 隣接する郡

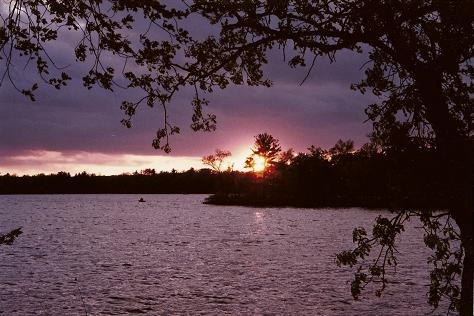
秋のフィッシュ湖の夕日

- エイキン郡 - 北
- パイン郡 - 東
- シサゴ郡 - 南東
- アイサンティ郡 - 南
- ミルラクス郡 - 西

## 人口動態

2000人口ピラミッド

以下は2000年国勢調査による人口統計データである。
| 基礎データ - 人口: 14,996人 - 世帯数: 5,759 世帯 - 家族数: 4,146 家族 - 人口密度: 11人/km2（29人/mi2） - 住居数: 6,846軒 - 住居密度: 5軒/km2（13軒/mi2） 人種別人口構成 - 白人: 97.27% - アフリカン・アメリカン: 0.17% - ネイティブ・アメリカン: 0.81% - アジア人: 0.44% - 太平洋諸島系: 0.03% - その他の人種: 0.17% - 混血: 1.11% - ヒスパニック・ラテン系: 0.93% 先祖による構成 - ドイツ系：30.2% - スウェーデン系：18.1% - ノルウェー系：13.1% - アメリカ人：5.5% - アイルランド系：5.4% 年齢別人口構成 - 18歳未満: 27.5% - 18-24歳: 6.9% - 25-44歳: 27.5% - 45-64歳: 23.9% - 65歳以上: 14.1% - 年齢の中央値: 38歳 - 性比（女性100人あたり男性の人口） - 総人口: 102.0 - 18歳以上: 100.0 | 世帯と家族（対世帯数） - 18歳未満の子供がいる: 34.1% - 結婚・同居している夫婦: 58.8% - 未婚・離婚・死別女性が世帯主: 8.4% - 非家族世帯: 28.0% - 単身世帯: 23.8% - 65歳以上の老人1人暮らし: 10.3% - 平均構成人数 - 世帯: 2.58人 - 家族: 3.03人 収入と家計 - 収入の中央値 - 世帯: 38,520米ドル - 家族: 43,603米ドル - 性別 - 男性: 32,329米ドル - 女性: 22,309米ドル - 人口1人あたり収入: 17,741米ドル - 貧困線以下 - 対人口: 9.5% - 対家族数: 6.4% - 18歳未満: 11.4% - 65歳以上: 10.1% |

## 都市と郡区
| 都市                                                                  | 郡区 | 郡区                                                                                         | 未編入の町                                                                          |
| --------------------------------------------------------------------- | --- | -------------------------------------------------------------------------------------------- | ----------------------------------------------------------------------------------- |
| - モーラ - 郡庁所在地 - ブラハム † - グラストン - オジルビー - カンバ | - アンレイク - アーサー - ブランズウィック - コンフォート - フォード - グラスレイク - ヘイブルック - ヒルマン | - カネイベク - ナイフレイク - クロシェル - ピース - ポムロイ - サウスフォーク - ホワイテッド | - ブランズウィック - コイン - クロシェル - ルイスレイク - ウォーマン - ウッドランド |

- † ブラハム市は主にアイサンティ郡に入っているが、カネイベク郡にも広がっている